# Famiglia Cristiana
Famiglia Cristiana (česky Křesťanská rodina) je přední italský týdeník vydávaný ve městě Alba.
Časopis vznikl v Miláně roku 1931. Jeho původním významem bylo doprovázet a radit severoitalským katolíkům v praktických výzvách moderního světa. Roku 1954 se jeho obsah rozšířil na články o jídle, módě, politice a náboženství. Týdeník vydává Edizioni San Paolo.
Náklad: 544 576 výstisků. (k r. 2010)